# Heinrich I. von Minden
Heinrich († 19. Mai 1156 im Kloster Bursfelde) war von 1140 bis 1153 Bischof von Minden. Später wurde er als Heinrich I. geführt, um ihn von gleichnamigen Nachfolgern im Bistum Minden zu unterscheiden.
Heinrich war vor seiner Bestellung zum Bischof zunächst Mönch im Kloster Bursfelde und dann Abt in St. Mauritius in Minden. In seiner Regentschaft als Bischof stiftete Heinrich I. das Kloster Loccum (bzw. die Luccaburg oder umliegende Fronhöfe). Papst Eugen III. ließ ihn durch die Kardinallegaten Bernhard von San Clemente und Gregor von Jacinto von Sant’Angelo in Pescheria und König Friedrich I. (Barbarossa) auf der Reichsversammlung zu Pfingsten 1153 als Bischof abberufen, da er nicht genug gegen Übergriffe auf Geistliche im Bistum unternahm. Heinrich kehrte zurück ins Kloster nach Bursfelde und starb dort am Abend der Pudentiana (gemeint ist vermutlich der 19. Mai) 1156.